# Nederland op het Eurovisiesongfestival 2019

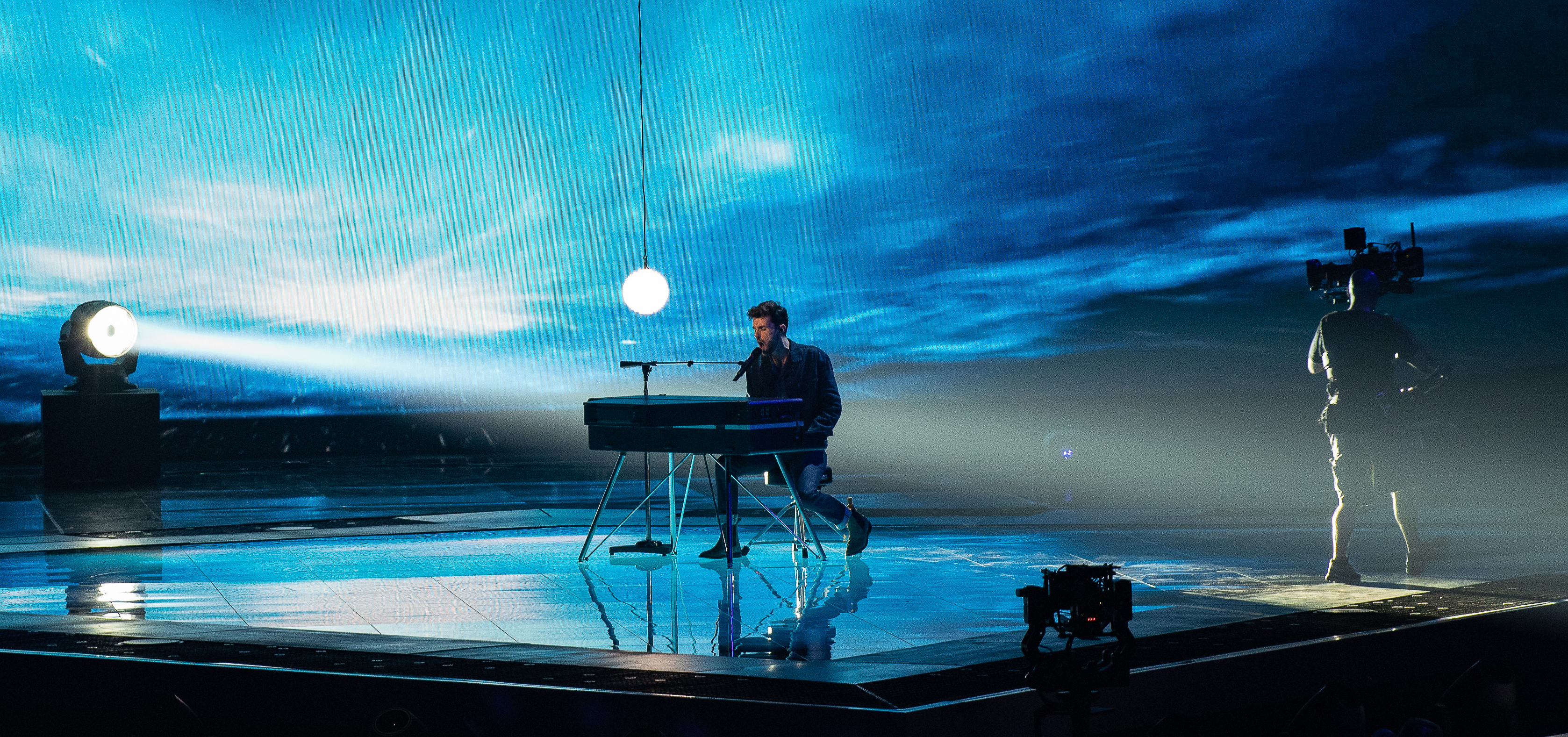
Duncan Laurence tijdens de repetities.

Nederland kreeg van elk land televoting punten.

Nederland nam deel aan het Eurovisiesongfestival 2019 in Tel Aviv, Israël. Het was de 60ste deelname van het land aan het Eurovisiesongfestival. De AVROTROS was verantwoordelijk voor de Nederlandse inzending. Duncan Laurence werd met het nummer Arcade winnaar van het festival.

## Selectieprocedure
Op 21 januari 2019 maakte AVROTROS bekend dat het Duncan Laurence intern had geselecteerd om Nederland te vertegenwoordigen op het Eurovisiesongfestival 2019. De zanger was bij de selectiecommissie voorgedragen door oud-deelneemster Ilse DeLange, met wie Laurence eerder samenwerkte in het vijfde seizoen van The voice of Holland.
Ook het lied werd intern geselecteerd. De bekendmaking van Arcade vond plaats op 7 maart 2019 in het televisieprogramma De Wereld Draait Door. Meteen na de bekendmaking was het nummer de favoriet om in Tel Aviv te winnen.

## In Tel Aviv
Nederland trad aan in de tweede halve finale, op donderdag 16 mei 2019. Duncan Laurence was als zestiende van achttien artiesten aan de beurt, net na KEiiNO uit Noorwegen en gevolgd door Tamara Todevska uit Noord-Macedonië. 
In de finale, op zaterdag 18 mei 2019, trad Nederland als twaalfde van zesentwintig landen aan, net na Tamta uit Cyprus en gevolgd door Katerine Duska uit Griekenland. Nederland won de finale uiteindelijk met 498 punten, gevolgd door Italië op de tweede plaats met 472 punten. Rusland werd derde op het Eurovisiesongfestival 2019, met 369 punten.
1956 · 1957 · 1958 · 1959 · 1960 · 1961 · 1962 · 1963 · 1964 · 1965 · 1966 · 1967 · 1968 · 1969 · 1970 · 1971 · 1972 · 1973 · 1974 · 1975 · 1976 · 1977 · 1978 · 1979 · 1980 · 1981 · 1982 · 1983 · 1984 · 1985 · 1986 · 1987 · 1988 · 1989 · 1990 · 1991 · 1992 · 1993 · 1994 · 1995 · 1996 · 1997 · 1998 · 1999 · 2000 · 2001 · 2002 · 2003 · 2004 · 2005 · 2006 · 2007 · 2008 · 2009 · 2010 · 2011 · 2012 · 2013 · 2014 · 2015 · 2016 · 2017 · 2018 · 2019 · 2020 · 2021 · 2022 · 2023 · 2024 · 2025
Albanië · Armenië · Australië · Azerbeidzjan · België · Cyprus · Denemarken · Duitsland · Estland · Finland · Frankrijk · Georgië · Griekenland · Hongarije · Ierland · IJsland · Israël · Italië · Kroatië · Letland · Litouwen · Malta · Moldavië · Montenegro · Nederland · Noord-Macedonië · Noorwegen · Oostenrijk · Polen · Portugal · Roemenië · Rusland · San Marino · Servië · Slovenië · Spanje · Tsjechië · Verenigd Koninkrijk · Wit-Rusland · Zweden · Zwitserland